# Tamba Danfakha
 (août 2014).
Si vous disposez d'ouvrages ou d'articles de référence ou si vous connaissez des sites web de qualité traitant du thème abordé ici, merci de compléter l'article en donnant les références utiles à sa vérifiabilité et en les liant à la section « Notes et références ».
Tamba Danfakha, né le 5 mars 1966 à Kondokhou, dans la région de Kédougou, est un homme politique sénégalais. Bachelier de la série C, avec mention, en 1987, il entre à l'université Cheikh Anta Diop de Dakar en octobre de la même année à la faculté des sciences et des techniques section mathématique et sciences physiques. Après la répression aveugle qui s'abat sur le campus en 1988, il s'engage dans la contestation estudiantine dont il deviendra, très vite, un des leaders de premier plan.
Président de la commission organisation de l'amicale de la faculté des sciences et des techniques, il est admis à la Coordination des étudiants de Dakar où il restera de 1988 jusqu'à son départ de l'université en 1992.
Actuellement entrepreneur social et fondateur du Groupe Kombiko (http://www.kombiko.net/), un consortium d'entreprises solidaires dans la lutte contre le chômage en Afrique.
Auparavant il a travaillé comme professeur de Mathématiques, vulgarisateur scientifique, organisateur de voyages de découvertes et cadre dirigeant du Programme des domaines agricoles communautaires.

## Parcours syndical et associatif
- 1985 à 1987 : Membre du foyer socio éducatif du Lycée Blaise Diagne de Dakar
- 1982 à 1988 : Président de l'Association des Jeunes de l'Arrondissement de Saraya (AJAS)
- 1982 à 1987 : Président fondateur du club scientifique du Lycée Blaise Diagne de Dakar
- 1988 à 1992 : Président de la commission finances et organisation de l'amicale des étudiants de la faculté des sciences et des techniques de l'université Cheikh Anta Diop de Dakar
- 1988 à 1992 : Responsable des relations extérieures et porte-parole de la Coordination des Étudiants de Dakar (CED)

## Parcours politique
- 1987 à 1998 : membre dirigeant du Parti de l'indépendance et du travail (PIT SENEGAL)
- 1998 : Membre dirigeant du Mouvement de la gauche démocratique (MGD)
- 1998 à 1999 : Membre dirigeant de l'Union pour le renouveau démocratique (URD). Dans ce parti il a eu concevoir la stratégie et à coordonner les activités des jeunes durant la campagne électorale des législatives de 1998 en qualité de Directeur de campagne
- 1999 à 2005 : Membre du Parti africain de l'indépendance (PAI)
- 2005 à nos jours : Secrétaire général de "l'Union nationale patriotique" (UNP)